# Piment d'Ibarra
Le piment d'Ibarra (Ibarrako piperra en basque ou sous le label Ibarrako piparrak, guindillas de Ibarra en espagnol) est un écotype de piment rouge développé au Pays basque et majoritairement dans la zone d'Ibarra (Guipuscoa), renommé chez les consommateurs pour sa saveur et sa tendreté. Il est également connu sous le nom de langostinos de Ibarra (crevettes d'Ibarra).

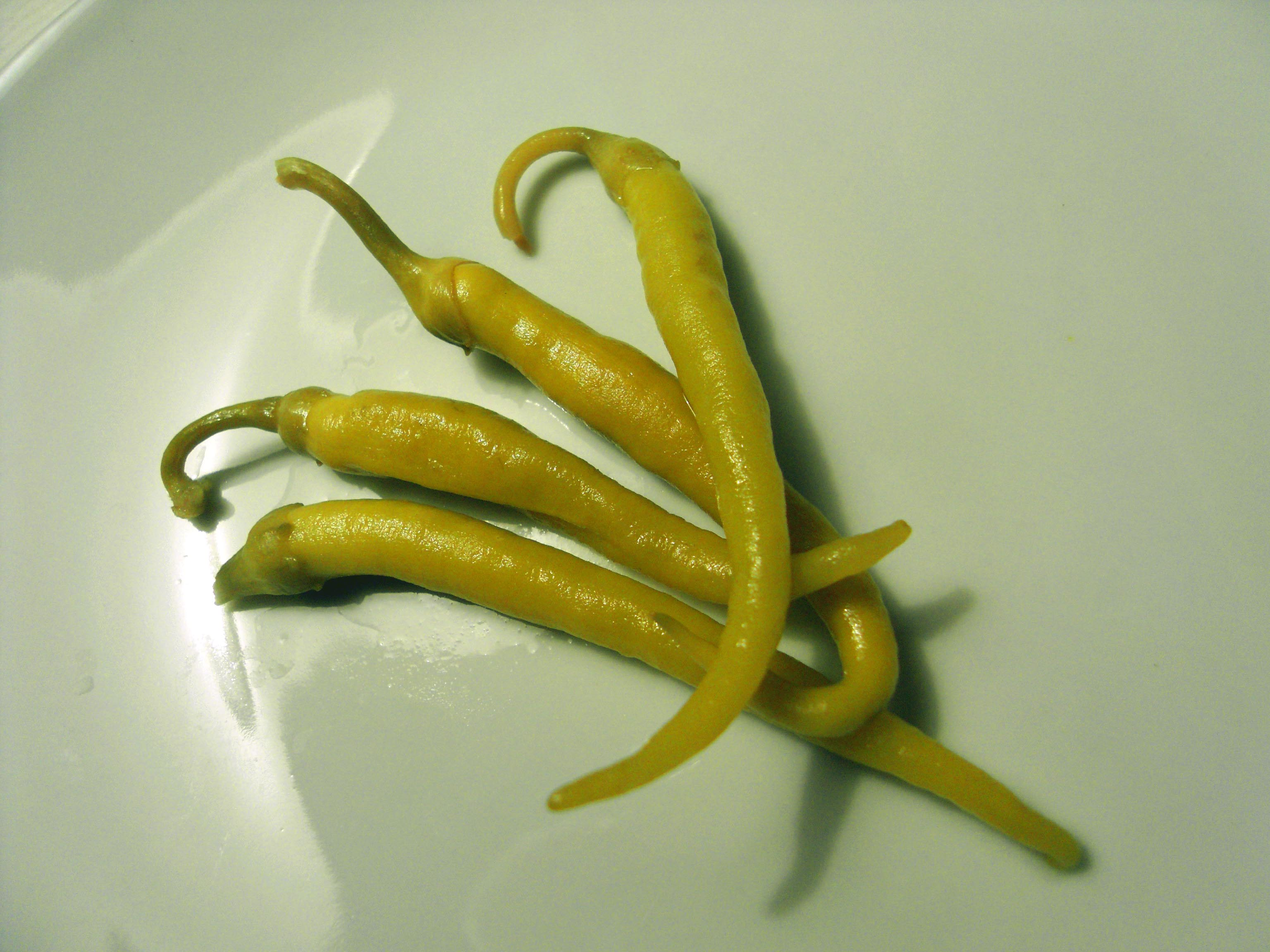
Piments ayant le label Ibarrako piparrak.

## Production
Sa rareté et sa renommée sont à l'origine du fait que beaucoup de piments reçoivent le qualificatif de vascas (« basques ») même lorsqu'elles ne réunissent pas les spécificités qui ont abouti à sa reconnaissance au regard de la qualité.
Le piment appartient à une variété autochtone de poivron dont les caractéristiques ont évolué du fait de la transformation qu'a subie la plante (le poivron est originaire d'Amérique) pour s'adapter au climat de la région.
Avec le temps, les agriculteurs, en collaboration avec l'administration et les services de recherche agricole du Pays basque, ont amélioré les caractéristiques traditionnelles de ce piment, en développant l’« écotype spécifique » qui est aujourd'hui la base de la production.

## Qualité alimentaire
Dernièrement, grâce à l'impulsion renouvelée et au savoir-faire des emballeurs dans la sélection et le conditionnement, on observe un regain de la renommée et de la reconnaissance du produit, qui bénéficie désormais d'une dénomination fondée sur le nom de la ville où est localisé l'essentiel de la production et qui abrite traditionnellement de nombreux producteurs et emballeurs. Elle est la référence qui définit aujourd'hui ce piment et sa méthode de production.
En octobre 1997 est accordé aux piments conservés dans du vinaigre le label basque de la qualité alimentaire « Kalitatea » dès lors qu'ils respectent des paramètres de qualité définis dans le règlement rédigé par la Fondation éponyme. Ce label Ibarrako piparrak naît avec l'objectif d'offrir au consommateur de manière fiable et bien identifiée un piment produit et conservé au Pays basque atteignant le niveau exigeant de qualité défini dans un règlement spécifique où sont déterminées les caractéristiques à l'origine de sa renommée et de sa reconnaissance.
La dénomination Ibarrako piparrak eusko labela concerne la culture du piment produit dans les exploitations du Pays basque situées dans les zones climatiques les plus appropriées. Les caractéristiques de ces zones sont, fondamentalement, la faible altitude (inférieure à 450 mètres), des températures douces, un degré d'humidité et une pluviométrie importants (entre 1 000 et 1 500 mm par an). La plantation s'effectue entre avril et mai, la récolte entre fin juillet jusqu'à fin octobre ou mi-novembre. La fréquence de récolte du piment va d'un jour sur deux durant les mois ensoleillés à deux fois par mois pendant les périodes de mauvais temps.

## Récolte et conservation
Les piments sont récoltés à la main à leur point optimal de développement. Ils sont ensuite classés par taille, mis en bocal et couverts de vinaigre de vin.
La conservation (mise en bocaux) est effectuée dans des centres homologués par le Conseil régulateur du label, qui réunissent les conditions nécessaires pour assurer une manipulation correcte du piment, la traçabilité, ainsi que la capacité de réaliser une sélection et un conditionnement adéquats.
Grâce à des inspections et des contrôles établis depuis l'origine jusqu'à la commercialisation, le Conseil régulateur du label certifie et garantit les caractéristiques du piment qui arrive sur le marché avec son label. Son étiquetage affiche le logo de Kalitatea et la numérotation de contrôle correspondant. Les qualités du piment (il est tendre et peu piquant), le rendent particulièrement adapté pour les apéritifs, sous forme de pintxos notamment, ou comme accompagnement pendant les repas.

## Préparations
Le piment peut être consommé en entrée, servi dans un plat avec un peu de sel et d'huile d'olive.
Il peut également s'intégrer à une gilda d'apéritif, le plus souvent sous forme de « mini-brochette » comprenant un piment accompagné d'une ou deux olives farcies et d'un filet d'anchois.
Enfin, suivant une recette plus récente qui rencontre un vif succès, le piment frais peut être frit à l'huile d'olive et servi dans un plat avec un peu de sel.

## Caractéristiques
- La production doit être soignée avec l'utilisation de pratiques les plus respectueuses de l'environnement.
- La récolte est soignée et sélective, s'effectuant au moment optimal du développement du fruit.
- Le piment possède une chair tendre et une peau fine, il doit mesurer entre 5 et 12 cm avec un pédoncule (ou queue) long et étroit.
- Le piment doit être très peu ou pas du tout piquant, de forme étroite, allongée et lisse, de section ronde.
- La coloration est vert jaunâtre, uniforme et légèrement brillante.

## Voir également